# José Parodi
José del Rosario Parodi Rojas (Luque, 30 agosto 1932 – Asunción, 22 agosto 2006) è stato un calciatore e allenatore di calcio paraguaiano, di ruolo attaccante.

## Carriera
In Nazionale ha partecipato ai Mondiali del 1958 in Svezia, mettendo a segno due gol.

## Palmarès

### Club

#### Competizioni nazionali
- Campionato paraguaiano: 2

Sportivo Luqueño: 1952, 1953